# Mamy tylko siebie
Mamy tylko siebie – piosenka zespołu Partita z albumu pt. Niech ziemia tonie w kwiatach, wydana w 1974 roku.

## Opis
Utwór ten jest uznawany za jeden z największych przebojów zespołu Partita. Muzykę skomponował Antoni Kopff, natomiast tekst napisał Andrzej Kuryło. Został on wykonany w programie pt. Z najlepszymi życzeniami - PABLOK.
Utwór ukazał się również w albumach pt. Mamy tylko siebie (1995), Przebój za przebojem, płyta autorska A. Kuryły cz. II (1997) oraz Pytasz mnie co ci dam (2003).

## Pozycje na listach przebojów
| Kraj   | Notowanie (1974)                   | Pozycja |
| ------ | ---------------------------------- | ------- |
| Polska | Radiowa lista przebojów Programu I | 3       |

## Inne wykonania
- Bartłomiej Zdanowicz